# Jinxi
Jinxi (em chinês tradicional: 靖西縣; chinês simplificado: 靖西县; pinyin: Jìngxī Xiàn; zhuang: Cingsae Yen)  é uma condado da Baise, localidade situada ao sudoeste da Região Autónoma Zhuang de Quancim, na República Popular da China. Ocupa uma área total de 3.322 Km². Segundo dados de 2010, Jinxi possuí  605 100 habitantes, 99.4% das pessoas que pertencem ao grupo étnico Zhuang.